# Bira Maciel
Ubiratan „Bira“ Pereira Maciel (18. ledna 1944 São Paulo – 17. července 2002 Brasília) byl brazilský basketbalista. S brazilskou mužskou basketbalovou reprezentací vyhrál mistrovství světa v roce 1963, krom toho má ze světového šampionátu stříbro (1970) a dva bronzy (1967, 1978). Z olympijských her v Tokiu roku 1964 si přivezl bronz, krom toho má pět titulů mistra Jižní Ameriky (1963, 1968, 1971, 1973, 1977). Mezinárodní basketbalová federace (FIBA) ho v roce 1991 zařadila mezi 50 nejlepších basketbalistů historie. V roce 2009 byl uveden do její Síně slávy. O rok později byl uveden i do americké Naismith Memorial Basketball Hall of Fame.